# Cebrio atricapillus
Cebrio atricapillus is een keversoort uit de familie Cebrionidae. De wetenschappelijke naam van de soort is voor het eerst geldig gepubliceerd in 1874 door Auguste Chevrolat.